# Poggi del Sasso
Poggi del Sasso est une frazione de la commune de Cinigiano, province de Grosseto, en Toscane, Italie. Au moment du recensement de 2011 sa population était de 98 habitants.
Le hameau est situé dans la vallée de le fleuve Ombrone, à 35 km de la ville de Grosseto. Le territoire de la frazione est composé d'un centre habité par les services sur lequel sont centrés divers sites ruraux et anciennes châteaux tels que Colle Massari, Monte Cucco et Vicarello.

## Monuments
- Église Santa Margherita, conçue par l'ingénieur Ernesto Ganelli (en) en 1938, a été construite à partir de 1959 et consacrée le 28 janvier 1971[1].
- Monastère de Siloe, structure d'architecture contemporaine qui abrite une communauté monastique bénédictine, a été conçue par l'architecte Edoardo Milesi et construite entre 2002 et 2012[2].
- Château de Colle Massari
- Château de Monte Cucco
- Château de Vicarello